# Bjarke Møller (journalist)
 For alternative betydninger, se Bjarke Møller. (Se også artikler, som begynder med Bjarke Møller)
Bjarke Møller (født 22. januar 1966 i Hedensted) er en dansk journalist, redaktør og forfatter.

## Karriere
Bjarke Møller var landsformand for SF's Ungdom fra 1986 til 1989, men har været uafhængig rent partipolitisk siden 1990.
Møller er uddannet som journalist ved "Orientering" på Danmarks Radio, hvor han blev ansat i 1990. I syv år arbejede han som korrespondent for Dagbladet Information i Spanien.
Han blev i april 2007 udnævnt til administrerende chefredaktør på Ugebrevet Mandag Morgen. I 2012 blev han ansvarshavende chefredaktør ved Mandag Morgen, hvor han blandt andet i august 2012 lancerede et nyt månedsmagasin, "Navigation", samt medvirkende i etableringen af Væxtfaktorkonkurrence, som Mandag Morgen i 2011 og 2012 afholdt sammen med Danmarks Radio. Han fratårdte sin stilling hos Mandag Morgen pr. 1. november 2013.
Han blev den 1. februar 2014 ansat som direktør for Tænketanken Europa, der er en proeuropæisk og uafhængig tænketank. Efter gensidig aftale stoppede han på denne post i juni 2019.
1. juni 2022 blev Bjarke Møller direktør for Rådet for Grøn Omstilling.

## Reference
1. ↑  "Bjarke Møller". Altinget.
2. ↑  Bjarke Møller (13. august 2012). "Bedre navigation med Mandag Morgen". Berlingske.
3. ↑  "Bjarke Møller stopper på Mandag Morgen". Altinget. 31. oktober 2013.
4. ↑  Cecilie Gormsen (31. oktober 2013). "Mandag Morgens chefredaktør går af". Berlingske.
5. ↑  "BJARKE MØLLER BLIVER DIREKTØR FOR TÆNKETANKEN EUROPA". thinkeuropa.dk. 27. januar 2014. Arkiveret fra originalen 14. august 2019. Hentet 14. august 2019.
6. ↑  "Direktør for Tænketanken Europa stopper". Altinget. 24. juni 2019. Arkiveret fra originalen 14. august 2019. Hentet 14. august 2019.
7. ↑  "DI: Tænketanken Europa skal finde ny direktør". danskindustri.dk. 24. juni 2019. Arkiveret fra originalen 14. august 2019. Hentet 14. august 2019.
8. ↑  Rådet for Grøn Omstilling Rådet for Grøn Omstilling får ny direktør altinget.dk 7. april 2022 hentet 28. september 2022